# Sweet d'Buster
Sweetd'Buster was een Nederlandse popgroep die optrad tussen 1975 en 1981.
De groep werd in 1975 opgericht door saxofonist Bertus Borgers. Borgers had dat jaar een tournee door de Verenigde Staten gemaakt met de Golden Earring. Na terugkeer in Nederland kreeg hij een platencontract aangeboden naar aanleiding van een demo die hij in 1974 met leden van de Earring en The Paay Sisters had gemaakt. Voor zijn nieuwe band trok hij Herman Deinum (bas) en Hans la Faille (drums), beiden uit Cuby and the Blizzards, en Robert Jan Stips (toetsen en zang) aan. Stips had toen al een succesvolle carrière als frontman van Supersister en toetsenist bij de Golden Earring achter de rug. Aan deze all-star bezetting werd gitarist Paul Smeenk toegevoegd. Ook percussionist Broer Bogaart maakte korte tijd deel uit van de band, maar stapte al snel op om een eigen band op te richten.
In 1976 verscheen de debuutelpee Sweetd'Buster, wat tevens de naam van de band is geworden. Hoewel de plaatverkoop tegenviel, groeide de band snel uit tot een populaire live-act, mede dankzij de reputatie als supergroep. In 1978 verscheen de tweede elpee Friction, die in tegenstelling tot het debuut, wel goed verkocht. Borgers bouwde ondertussen naamsbekendheid op met zijn betrokkenheid bij de elpees Sphritsz en Cha Cha van Herman Brood. Broods hit Still Believe is een compositie van Borgers en Smeenk die in de originele uitvoering te horen is op Friction.
Na de succesvolle derde elpee Gigs, een live-album opgenomen in Zwolle, Arnhem en Tilburg en gemixt in Los Angeles, verlieten Stips en Lafaille de band. Hierna maakten Rinze Posthuma (toetsen) en Jan Pijnenburg (drums, ex-Lucifer) korte tijd deel uit van de groep. 
Met toetsenist Jons Pistoor (ex-Bruno Basta) en drummer Pierre van der Linden (eerder actief in Brainbox, Focus en Flavium) nam de band in de Verenigde Staten het vierde album Shot Into The Blue op. De mix was echter zo slecht, dat de plaat later in een nieuwe mix opnieuw werd uitgebracht. Hierop werd een van de drumpartijen opnieuw ingespeeld door Leon Klaasse, die ook live Pierre van der Linden opvolgde. Als gevolg van de tegenvallende verkoop van het album, meningsverschillen met de platenmaatschappij en een afnemend aantal optredens werd de band in 1980 opgeheven.
Begin 2006 verscheen in de serie Collections van Sony-BMG een verzamel-cd met daarop hoogtepunten uit het Sweetd’Buster-repertoire.
In 2020 verscheen in de serie 'The Golden Years of Dutch Pop Music' van Universal een dubbel-cd met de titel 'Bertus Borgers & Sweetd'Buster', met 'A&B-sides and more', ofwel het beste studio- en livewerk.

## Albums
| Album met eventuele hitnotering(en) in de Nederlandse Album Top 100 | Datum van verschijnen     | Datum van binnenkomst | Hoogste positie | Aantal weken | Opmerkingen   |
| ------------------------------------------------------------------- | ------------------------- | --------------------- | --------------- | ------------ | ------------- |
| Sweetd'Buster                                                       | januari 1976              | -                     | -               | -            |               |
| Friction                                                            | januari 1978              | -                     | -               | -            |               |
| Gigs                                                                | februari 1979 / juli 1988 | -                     | -               | -            | Livealbum     |
| Shot Into The Blue                                                  | oktober 1979              | -                     | -               | -            |               |
| Magic Moments                                                       | juli 1992                 | -                     | -               | -            | Verzamelalbum |
| Collections                                                         | januari 2006              | -                     | -               | -            | Verzamelalbum |
| Bertus Borgers & Sweetd'Buster - A&B Sides And More                 | 5 juni 2020               | -                     | -               | -            | Verzamelalbum |